# Melanopareia torquata
Il pettolunato dal collare, anche noto come pettolunato collorosso o pettolunato brasiliano (Melanopareia torquata (Wied, 1831)) è uccello passeriforme appartenente alla famiglia Melanopareiidae.

## Etimologia
Il nome scientifico della specie, torquata, deriva dal latino e significa "munita di torque", in riferimento alla colorazione del collo: il nome comune altro non è che la traduzione di quello scientifico.

## Descrizione

### Dimensioni
Misura 14,5 cm di lunghezza, per 12-23 g di peso: a parità d'età, i maschi sono leggermente più grossi e pesanti rispetto alle femmine.

### Aspetto
Si tratta di uccelletti dall'aspetto paffuto e massiccio muniti di grossa testa arrotondata e allungata dal becco conico piuttosto corto e sottile, zampe forti e piuttosto lunghe, ali appuntite e coda lunga quanto il corpo, piuttosto sottile e dall'estremità squadrata.
Il piumaggio si presenta di colore bruno su fronte, vertice e nuca, nonché su copritrici (sebbene le primarie siano molto più scure e tendenti al bruno-nerastro, con orlo bianco) e remiganti, area dorsale e coda: dai lati del becco parte una sottile banda nerastra che i allarga dopo gli occhi andando a raggiungere l'area auricolare e scendendo attraverso le guance lungo i lati del collo, orlata superiormente da un "sopracciglio" di color bianco crema, a sua volta orlato superiormente da una sottilissima linea nerastra che lo separa dal bruno cefalico. La gola è beige, ed anche il petto è dello stesso colore, che tende a schiarirsi sul ventre e sul sottocoda: la colorazione di gola e petto è separata da una banda trasversale nerastra a forma di mezzaluna che va da una spalla all'altra, orlata superiormente di bianco. Il nero pettorale e quello del collo non si congiungono ma sono separati da pochi millimetri di penne brune, a dare la sensazione che l'animale porti un collare (da cui il nome comune ed il nome scientifico).
Il becco è di colore nero-bluastro, le zampe sono rosate con artigli bianco-grigiastri e gli occhi sono di colore bruno-rossiccio.

## Biologia
Si tratta di uccelli diurni, che vivono prevalentemente da soli (sebbene sia possibile osservarli in coppie di tanto in tanto), passano la maggior parte della giornata al suolo oppure fra i rami bassi degli alberi, verosimilmente dedicandosi alla ricerca del cibo.
Il richiamo di questi uccelli è composto da serie di 3-6 note alte, corte e monotone, staccate fra loro.

### Alimentazione
La dieta di questi animali rimane ignota.

### Riproduzione
La riproduzione di questi uccelli rimane ancora in larga parte sconosciuta: i dati raccolti finora riguardano l'osservazione di quattro nidi (due in ottobre e due in novembre, verosimilmente corrispondenti ad almeno una parte della stagione riproduttiva del pettolunato dal collare), di forma globulare, composti da steli d'erba e fibre vegetali intrecciati al suolo sotto un arbusto o fra i rami bassi di quest'ultimo, ben nascosti dalla vegetazione. Uno dei nidi conteneva delle uova ed una femmina in cova, lasciando pensare che lasciando supporre che fra questi uccelli l'incubazione delle uova sia un'attività tipicamente femminile.

## Distribuzione e habitat
Il pettolunato dal collare è diffuso in Sudamerica centro-settentrionale, occupando un areale che va dal sud di Pará, Maranhão e Piauí a Mato Grosso do Sul orientale Minas Gerais e San Paolo occidentale, spingendosi a ovest fino alle propaggini orientali del Paraguay.
Questi uccelli sono abitatori del cerrado, prediligendo le aree rocciose quasi completamente spoglie con presenza sparsa di cespugli ed alberi isolati.

## Tassonomia
Se ne riconoscono due sottospecie:
- Melanopareia torquata torquata (Wied, 1831) - la sottospecie nominale, diffusa nel sud del Piauí e nel Bahia occidentale;
- Melanopareia torquata rufescens Hellmayr, 1924 - diffusa nella maggior parte dell'areale occupato dalla specie;

In passato, anche il pettolunato dal doppio collare veniva considerato una sottospecie (o addirittura una variante locale della sottospecie rufescens) del pettolunato dal collare: lo status delle popolazioni amazzoniche è ancora incerto, in quanto non è chiaro se esse appartengano alla sottospecie nominale o a rufescens.